# نووآک‌کولایوو
نووآک‌کولایوو (انگلیسی: Novoakkulayevo) یک شهرک در شهرستان داولکانوفسکی در استان باشقیرستان کشور روسیه است.